# Observatoire Oak Ridge
L’observatoire Oak Ridge est un observatoire astronomique, exploité par le Harvard-Smithsonian Center for Astrophysics, lui-même attaché au Smithsonian Astrophysical Observatory (SAO), entre 1933 et 2005. L'observatoire possède le plus grand télescope de l'est des États-Unis jusqu'au Texas, où est installé le télescope Hobby-Eberly. Le télescope Weyth a un diamètre de 61 pouces (soit 155 cm environ). L'observatoire est situé à Harvard au Massachusetts (et non à l'université Harvard qui se trouve à Cambridge dans le même État !). Il portait également le nom George R. Agassiz Station jusqu'en 1981.
Le Centre des planètes mineures le crédite de la découverte de 38 astéroïdes numérotés entre 1981 et 1995 sous le nom "Oak Ridge Observatory". Source de confusion, le centre des planètes mineures crédite l'observatoire de l'université Harvard (sous le nom "Harvard Observatory") de la découverte de 55 astéroïdes découverts au même endroit, entre 1974 et 1981.
L'astéroïde (4733) ORO est nommé en son honneur.

## Astéroïdes découverts
| (2674) Pandare       | 27 janvier 1982    |
| (2872) Gentelec      | 5 septembre 1981   |
| (3076) Garber        | 13 septembre 1982  |
| (3342) Fivesparks    | 27 janvier 1982    |
| (3773) Smithsonian   | 23 décembre 1984   |
| (3797) Ching-Sung Yu | 22 décembre 1987   |
| (4372) Quincy        | 3 octobre 1984     |
| (4733) ORO           | 19 avril 1982      |
| (5976) Kalatajean    | 25 septembre 1992  |
| (6696) Eubanks       | 1er septembre 1986 |
| (6949) Zissell       | 11 septembre 1982  |
| (7276) Maymie        | 4 septembre 1983   |
| (7383) Lassovszky    | 30 septembre 1981  |
| (7386) Paulpellas    | 25 novembre 1981   |
| (7461) Kachmokiam    | 3 octobre 1984     |
| (7639) Offutt        | 21 février 1985    |
| (7738) Heyman        | 24 novembre 1981   |
| (7940) Erichmeyer    | 13 mars 1991       |
| (8161) Newman        | 19 août 1990       |
| (8357) O'Connor      | 25 septembre 1989  |
| (8496) Jandlsmith    | 16 août 1990       |
| (9179) Satchmo       | 13 mars 1991       |
| (9291) Alanburdick   | 17 août 1982       |
| (9929) McConnell     | 24 février 1982    |
| (10289) Geoffperry   | 24 août 1984       |
| (10290) Kettering    | 17 septembre 1985  |
| (12223) Hoskin       | 8 octobre 1983     |
| (12224) Jimcornell   | 19 octobre 1984    |
| (12319) 1992 PC      | 2 août 1992        |
| (13635) 1995 WA42    | 22 novembre 1995   |
| (14416) 1991 RU7     | 8 septembre 1991   |
| (14830) 1986 XR5     | 5 décembre 1986    |
| (15731) 1990 UW2     | 16 octobre 1990    |
| (16437) 1988 XX1     | 7 décembre 1988    |
| (17400) 1985 PL1     | 13 août 1985       |
| (26809) 1984 QU      | 24 août 1984       |
| (43755) 1983 RJ1     | 5 septembre 1983   |
| (168315) 1982 RA1    | 13 septembre 1982  |